# Camille Claudel (film)
Camille Claudel är en fransk dramafilm från 1988 i regi av Bruno Nuytten.
Filmen är baserad på Reine-Marie Paris biografi över skulptrisen Camille Claudel.

## Utmärkelser
Camille Claudel vann Césarpriset för bästa film 1989.

## Roller (urval)
- Isabelle Adjani – Camille Claudel
- Gérard Depardieu – Auguste Rodin
- Laurent Grévill – Paul Claudel
- Alain Cuny – fadern
- Madeleine Robinson – modern
- Katrine Boorman – Jessie Lipscomb
- Maxime Leroux – Claude Debussy
- Danièle Lebrun – Rose Beuret
- Aurelle Doazan – Louise Claudel